# Parabathippus
Genre
Parabathippus est un genre d'araignées aranéomorphes de la famille des Salticidae.

## Distribution
Les espèces de ce genre se rencontrent en Asie du Sud-Est.

## Liste des espèces
Selon World Spider Catalog (version 18.0, 30/04/2017) :
- Parabathippus birmanicus (Thorell, 1895)
- Parabathippus cuspidatus Zhang & Maddison, 2012
- Parabathippus digitalis (Zhang, Song & Li, 2003)
- Parabathippus kiabau Zhang & Maddison, 2012
- Parabathippus macilentus (Thorell, 1890)
- Parabathippus magnus Zhang & Maddison, 2012
- Parabathippus petrae (Prószyński & Deeleman-Reinhold, 2012)
- Parabathippus rectus (Zhang, Song & Li, 2003)
- Parabathippus sedatus (Peckham & Peckham, 1907)
- Parabathippus shelfordi (Peckham & Peckham, 1907)

## Publication originale
- Zhang & Maddison, 2012 : New euophryine jumping spiders from Southeast Asia and Africa (Araneae: Salticidae: Euophryinae). Zootaxa, no 3581, p. 53-80.